# Creola guyaneză
Creola guyaneză (denumită simplu creola de către vorbitorii săi sau guyaneza) este o limbă creolă, vorbită de poporul guyanez. Din punct de vedere lingvistic, se aseamănă cu alte dialecte engleze creole din regiunea Caraibelor, având rădăcini în engleza secolului al XIX-lea. De asemenea, creola guyaneză conține influențe din limbile vest-africane, indo-asiatice, Arawak⁠(d) și din limba olandeză veche.